# Corn da Tinizong
Il Corn da Tinizong (3.172 m s.l.m. - in tedesco Tinzenhorn) è una montagna delle Alpi dell'Albula nelle Alpi Retiche occidentali. 

## Descrizione
Si trova in Svizzera (Canton Grigioni) tra i comuni di Bergün Filisur e Surses e fa parte del Gruppo dei Pizs da Bravuogn.